# Oilers Entertainment Group
Oilers Entertainment Group (OEG), tidigare Rexall Sports Corporation, är ett kanadensiskt privatägt företag inom branscherna sport och underhållning. De äger ishockeylagen Edmonton Oilers i National Hockey League (NHL), Bakersfield Condors i American Hockey League (AHL) och Edmonton Oil Kings i Western Hockey League (WHL) samt drifträttigheterna till inomhusarenan Rogers Place. OEG ägde även Norfolk Admirals i ECHL mellan 2015 och 2016. Företaget är ett dotterbolag till Katz Group of Companies, som i sin tur ägs av styrelseordförande och miljardären Daryl Katz.
De har sitt huvudkontor i Edmonton i provinsen Alberta och i styrelsen utöver Katz, sitter även de före detta ishockeyspelarna Wayne Gretzky och Kevin Lowe som vice styrelseordföranden.

## Historik
I maj 2007 gjordes det ett första försök att köpa det kanadensiska ishockeylaget Edmonton Oilers i NHL när Rexall Sports Corporation erbjöd C$145 miljoner till Edmonton Investors Group Limited Partnership (EIG) men fick snabbt ett nej på grund av att laget var inte till salu. Rexall gjorde snabbt ett nytt försök och erbjöd C$150 miljoner men fick återigen ett nej. Den 7 augusti kom de igen med ett tredje bud på C$185 miljoner men det nobbades igen av aktieägarna. EIG:s styrelseordförande Cal Nichols uttalade sig offentligt och beskrev budet fientligt eftersom det började splittra ägargruppen. Den 13 december la Rexall ett fjärde och förbättrat erbjudande, som innebar att aktieägarna skulle få dela på C$188 miljoner och ytterligare C$100 miljoner till att finansiera en ny arena i det centrala Edmonton och en ny träningsanläggning i närheten av University of Alberta. Nichols meddelade att man rekommenderade budet till aktieägarna, för att få igenom försäljningen var man tvungen dock att få med sig två tredjedelar av aktieägarna. De efterföljande månaderna lämnade Nichols och en rad andra aktieägare EIG och det spädde på spekulationerna om att Oilers var på väg att bli såld till Rexall.
Den 18 juni 2008 offentliggjordes det att EIG accepterade Rexalls bud och NHL sade ja till ägarbytet. Rexall betalade enligt rapporter C$200 miljoner till delägarna och det åtagande Rexall tog på sig i fjärde budet angående framtida arena och träningsanläggning. Den 2 juli förvärvade Rexall ishockeylaget Edmonton Oil Kings i WHL.
Den 14 juni 2014 meddelade Katz Group of Companies att Rexall Sports Corporation hade blivit Oilers Entertainment Group (OEG).
Den 27 april 2015 offentliggjorde OEG att man hade slutit avtal med filmproducenten Joel Silver om att bilda ett produktionsbolag vid namn Silver Pictures Entertainment, som ska finansiera och producera material för film, television och digitalt.